# Paul Lange (Architekt, 1850)
Paul Rudolph Lange (* 12. Jänner 1850 in Wien; † 26. April 1890 ebenda) war ein österreichischer Architekt.

## Leben
Paul Lange erhielt seine Ausbildung am Polytechnikum Stuttgart, kehrte nach der Ausbildung aber nach Wien zurück. Dort war er zunächst in unterschiedlichen Bauateliers tätig. 1873 bis 1874 hielt er sich im Rahmen eines Studienaufenthaltes in Rom auf. Bei der Tätigkeit für das Atelier von Alexander Wielemans von Monteforte lernte er Dominik Avanzo kennen, mit dem er häufig zusammenarbeitete. 1875 bis 1880 war er gemeinsam mit Dominik Avanzo Bauleiter bei der Errichtung des Wiener Justizpalastes. 1880 nahm er eine Lehrtätigkeit im Bereich Fachzeichnen für Möbeltischler am Technologischen Gewerbe-Museum Wien auf und wurde 1881 zum Professor am Gewerbe-Museum ernannt. Paul Lange steuerte zu den Veröffentlichungen „Wiener Neubauten“ (Band 2, 1880) von Lützow-Tischler und die Vorlagen zum Opernhaus und den Justizpalast zum Werk „Wiener Monumentalbauten“ von 1885 bei.

## Werk

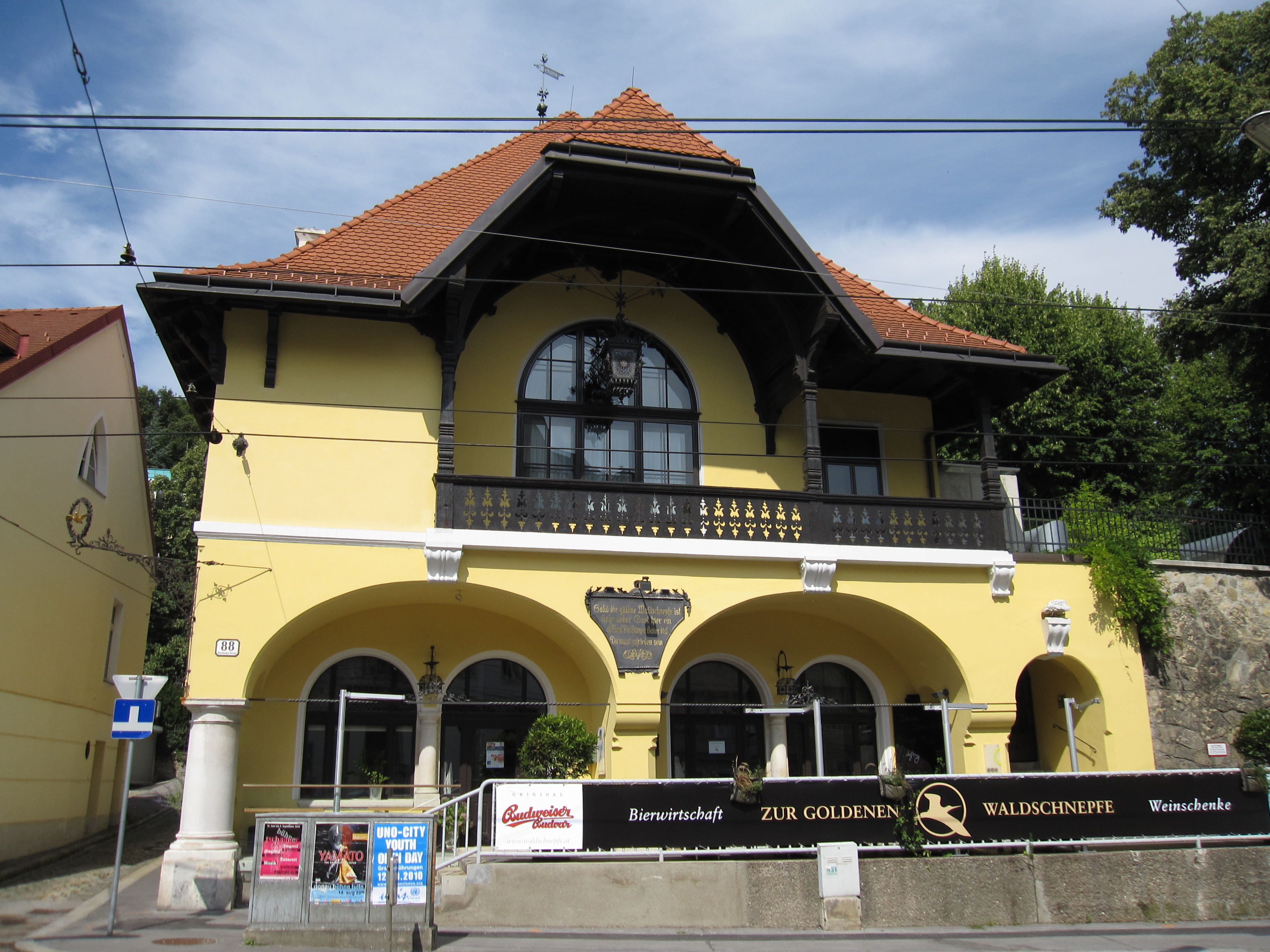
Gasthaus „Zur Güldenen Waldschnepfe“

### Bauten
- 1883–1884 (mit Dominik Avanzo): Gasthaus „Zur Güldenen Waldschnepfe“ – nach dem Zweiten Weltkrieg nicht wieder eröffnet, 2006/2007 umgebaut – im nachempfundenen Stil der „patriarchalischen Einkehrwirtshäuser des 17. Jahrhunderts“
- 1883–1885 (mit Dominik Avanzo): Königlich-kaiserliche Lehrerinnen-Bildungsanstalt, königlich-kaiserliche Staatsgewerbeschule, Vorbereitungsschule zur Kunstgewerbeschule, königlich-kaiserlicher Schulbücherverlag und die königlich-kaiserliche Statistische Zentralkommission Wien 1 – heute Höhere Technische Bundeslehr- und Versuchsanstalt, Oberstufenrealgymnasium, Österreichischer Bundesverlag.
- 1885 (mit Dominik Avanzo): Anlage des Döblinger Friedhofs – später mehrfach erweitert
- 1886 (mit Dominik Avanzo): Anatomisches Institut Währinger Straße (ehemalige Gewehrfabrik).

### Innenraumgestaltung
- 1888 (mit Dominik Avanzo): Ziborien-Altar im Stift Heiligenkreuz